# El Toro (Panama)
El Toro è un comune (corregimiento) della Repubblica di Panama situato nel distretto di Las Minas, provincia di Herrera. Si estende su una superficie di 82,8 km² e conta una popolazione di 931 abitanti (censimento 2010).